# Amos Bronson Alcott

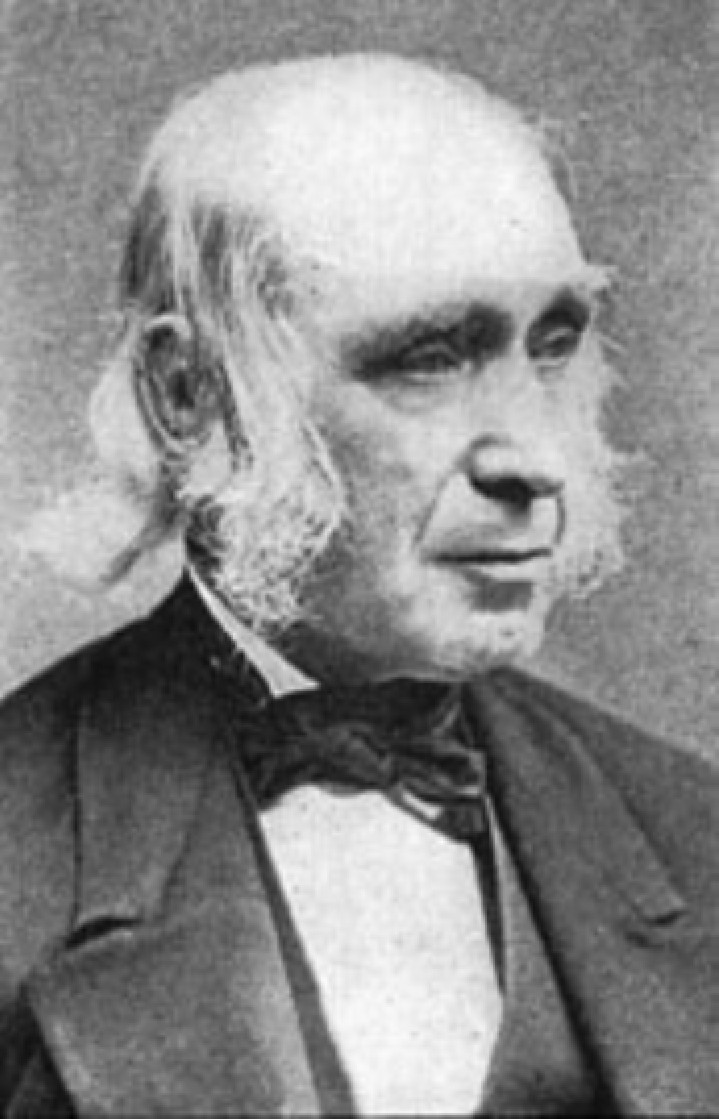
Amos Bronson Alcott

Amos Bronson Alcott (* 29. November 1799 in Wolcott, Connecticut; † 4. März 1888 in Concord, Massachusetts) war ein US-amerikanischer Schriftsteller und Pädagoge, der zur philosophisch-literarischen Bewegung des Transzendentalismus in Neu-England gehörte.
Amos Bronson Alcott setzte die Idee des Transzendentalismus in die pädagogische Praxis um. Grundlage war die undogmatische und humanistisch orientierte Lehre der Unitarier. Die Schüler sollten geistig und körperlich gleichermaßen gefordert und gefördert und zu selbstbestimmtem Handeln befähigt werden. Ziel war es auch, nach dem Abstreifen des englischen Kolonialstatus ein amerikanisches Selbstbewusstsein zu erwecken. An seiner Schule in Boston unterrichtete auch Margaret Fuller, die spätere Sozialreformerin und Frauenrechtlerin.
1842 gründete Alcott mit anderen Transzendentalisten die sozialutopische Siedlung Fruitlands. Mitstreiter waren Elizabeth P. Peabody, Nathaniel Hawthorne, Ralph Waldo Emerson, Henry David Thoreau und William Ellery Channing. Sein Projekt scheiterte jedoch ein Jahr später, genau wie einige Jahre danach die Kommune Brook Farm von George Ripley.
Amos Bronson Alcott war ab 1830 mit Abigail May Alcott (1800–1877) verheiratet, die sich später als Vorreiterin der sozialen Arbeit einen Namen machte. Aus der Ehe gingen vier Töchter hervor, darunter die Schriftstellerin Louisa May Alcott.
Im Alter von 88 Jahren starb Amos Bronson Alcott am 4. März 1888 in Concord, Massachusetts. Seine Tochter starb nur zwei Tage nach ihm an einer Quecksilbervergiftung.

## Werke
- Conversations with children, 1836.
- Exempling the general principles, 1835.
- Record of a school, 1835.
- Sonnets and canzonets, 1882.